# Steve Jones (koszykarz)
Stephen Howard „Snapper” Jones (ur. 17 października 1942 w Alexandrii, zm. 25 listopada 2017) – amerykański koszykarz, występujący na pozycji rzucającego obrońcy, po zakończeniu kariery sportowej analityk koszykarski (CBS, TBS, ABC, NBC, USA, NBA TV).
Jego młodszy brat Nick także występował w ABA oraz NBA.

## Osiągnięcia
AAU
- Zaliczony do składu AAU All-American (1967)[3]

ABA
- Uczestnik:
  - meczu gwiazd ABA (1970–1972)[4][5][6]
  - NBA vs. ABA „Super Game” (1971)
- Lider:
  - sezonu regularnego w skuteczności rzutów za 3 punkty (1968)[7]
  - play-off w skuteczności rzutów wolnych (1971)[8]